# Lorca Fútbol Club
El Lorca Fútbol Club fou un equip de futbol de la ciutat de Llorca, a la Regió de Múrcia. Es va fundar l'any 2003 i juga actualment a la Segona Divisió.

## Història

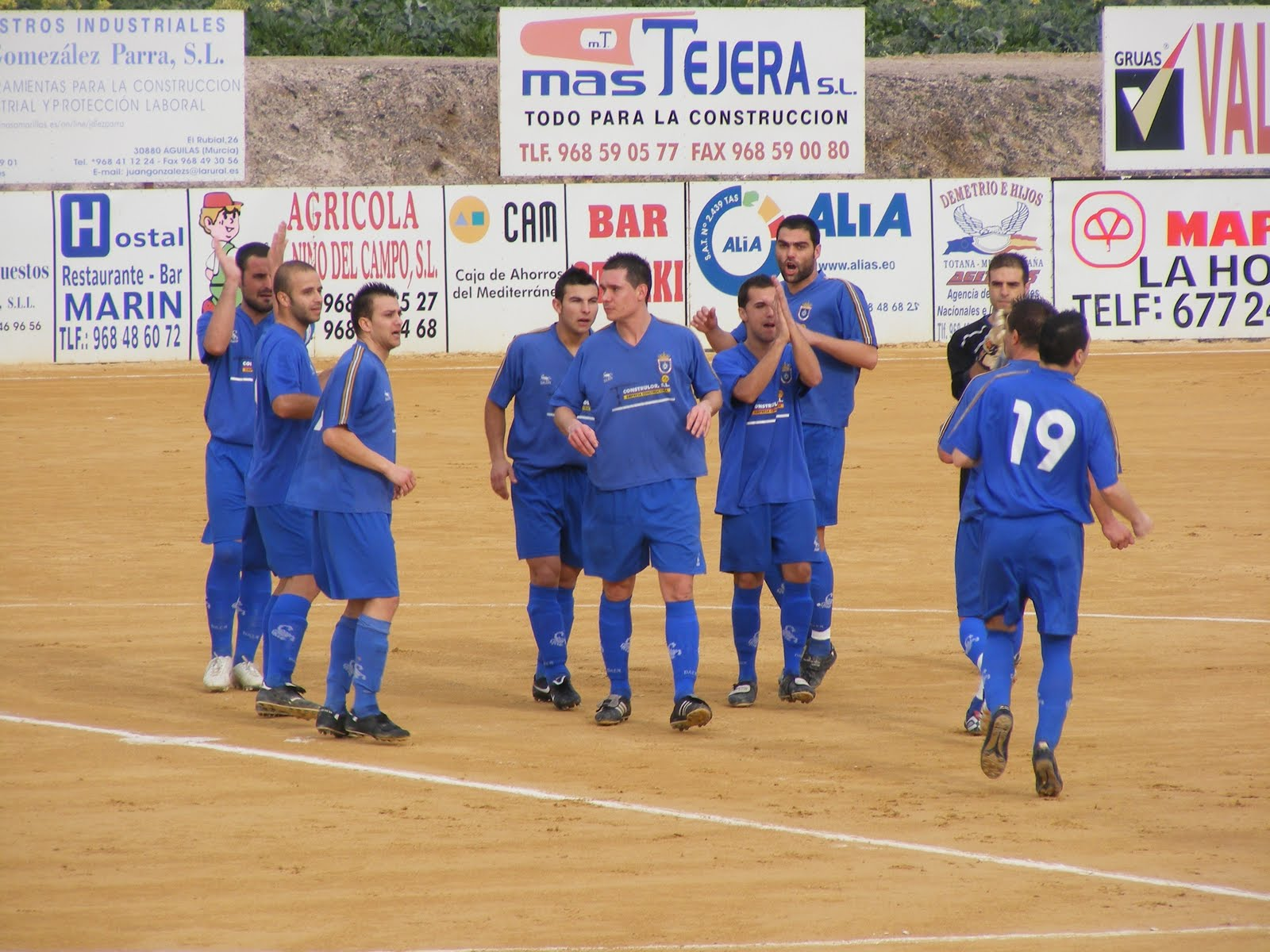
La Hoya Deportiva, temporada 2009–10.

El club es va fundar l'estiu de 2003 a la pedania de La Hoya, al municipi de Llorca, de la mà de Pedro Rosell amb el nom de La Hoya Deportiva. Comença a Primera Territorial, on juga quatre temporades fins que l'any 2007 acaba en tercera posició i assoleix l'ascens a Territorial Preferent. La tercera temporada en aquesta categoria, la 2009-10, es proclama campió i puja a Tercera Divisió.
El 2010 canvia el seu nom pel de La Hoya Lorca Club de Fútbol i ja supera tant en nombre d'abonats com en assistència a l'estadi al primer equip de la ciutat, el Lorca Atlético, que juga a la Segona Divisió B. En la primera temporada a Tercera, l'equip acaba en setena posició. A la següent temporada, es duen a terme obres de reforma al camp de Los Tollos i l'equip es trasllada de manera temporal a l'Estadi Francisco Artés Carrasco. Aquella temporada l'equip acaba en quarta posició i juga la promoció d'ascens a Segona B, on supera la primera eliminatòria contra el Díter Zafra però cau a la segona contra el Catarroja CF. La tercera temporada a Tercera comença amb el trasllat definitiu a l'Estadi Francisco Artés Carrasco, davant la probable desaparició del Lorca Atlético. Aquella temporada l'equip es proclama campió del seu grup i aconsegueix l'ascens de categoria contra la Penya Esportiva Santa Eulària. Aquesta temporada fou finalista de la Copa Federació.
La temporada 2013-14, en el seu debut a Segona B, l'equip acaba en segona posició i juga el play-off d'ascens a Segona Divisió. Va superar la primera eliminatòria contra el Las Palmas Atlético però va caure a la segona contra el CE L'Hospitalet. La segona temporada a la categoria és més complicada, certificant la salvació a la penúltima jornada i acabant en tretzena posició. La temporada 2015-16, l'empresari xinès i exfutbolista Xu Genbao compra l'equip amb l'objectiu de pujar a la segona categoria del futbol espanyol. En aquella temporada l'equip acaba a la sisena posició.
La temporada 2016-17, Xu Gembao adquireix el 100% de les accions del club i es transforma en societat anònima esportiva amb el nom de Lorca Fútbol Club S.A.D. Malgrat un mal començament de temporada, l'equip es proclama campió del grup 4 la penúltima jornada. El rival a l'eliminatòria d'ascens de campions va ser l'Albacete Balompié. El resultat al partit d'anada a l'estadi Carlos Belmonte va ser d'empat a 1, mentre que a la tornada l'empat a 0 va servir l'equip de Llorca per pujar per primer cop a la seva història a Segona Divisió.
El 4 de febrer de 2022, el president del club anuncià la retirada de la competició. Tres setmanes després el jutjat mercantil dissolgué el club.
Evolució dels principals clubs de Llorca:
- Lorca Foot-ball Club (1901-1928)
- Unión Deportiva Lorquina (1922-1924)
- Lorca Sport Club (1928-1932)
- Club Deportivo Lorca (1933-1935) → Lorca Fútbol Club (1935-1941) → Lorca Club de Fútbol (1941-1946)
- Club Deportivo Lorca (1950-1966)
- CF Lorca Deportiva (1969-1994)
- Lorca Promesas CF (1986-1994)
- Lorca Club de Fútbol (1994-2002)
- Lorca Deportiva CF (2002-2011) → Lorca Deportiva Olímpico (2011-2012)
- Sangonera Atlético CF (1996-2010) → Lorca Atlético CF (2010-2012)
- La Hoya Deportiva CF (2003-2010) → La Hoya Lorca CF (2010-2017) → Lorca FC (2017-2022)
- Club de Fútbol Lorca Deportiva (2012-)

## Uniforme
- Uniforme titular: Samarreta blanc-i-blava, pantaló blau, mitges blaves.
- Uniforme alternatiu: Samarreta vermella, pantaló vermell, mitges vermelles.

## Dades del club
- Temporades a Primera: 0
- Temporades a Segona: 1
- Temporades a Segona B: 3
- Temporades a Tercera: 4

## Palmarès
- Segona Divisió B (1): 2016-17
- Tercera Divisió (1): 2012-13